# Bjarne Melgaard
Bjarne Melgaard (* 9. September 1967 in Sydney, Australien) ist ein norwegischer Künstler.

## Biographie
Bjarne Melgaard wuchs in Norwegen auf und studierte an der Kunstakademie in Warschau (1989–1990), an Statens Kunstakademi Oslo (1990–1991), an der Jan van Eyck Academie in Maastricht (1991–1992) und an der Rijksakademie van beeldende kunsten in Amsterdam (1992–1993). 
Seine Arbeiten umfassen Skulpturen, Photographien, Zeichnungen, Digitale Kunst und Gemälde, Installationen, Environments und Textäußerungen, die sich meistens mit den psychischen und körperlichen Abgründen des Menschen befassen. Der Malstil Melgaards ist gekennzeichnet von hoher künstlerisch-technischer Fertigkeit und Genauigkeit. Gleichzeitig muten manche Arbeiten Melgaards wie Kinderzeichnungen an, andere hingegen wie Resultate psychoaktiver Drogentrips. Durch seine Werke zieht sich ein roter Faden von Tod, Schmerz, Sadomasochismus, Selbstverletzungen und Tötungsphantasien. Die Bildsprache lehnt sich an Graffiti, satanistische Symbolwelt, Splatterfilme, Clubhouse-Ästhetik an; eine provokative Verletzung von Tabus ist Programm.
Durch seine direkte und abnorme Herangehensweise an diese Themen wurden Melgaard immer wieder Schranken gesetzt, so wurde seine Ausstellung „Black Low: The punk movement was just hippies with short hair“ 2002 in Herford zuerst verboten und später nur unter Auflagen genehmigt. Stein des Anstoßes war, neben Bildern mit gewaltverherrlichenden Motiven, sein Plan, eine Ziege als Metapher des Bösen in einen schwarzen Latexanzug zu stecken, und diese dann in der Ausstellung zu zeigen. Melgaard übermalte die für das Verbot herangezogenen Bilder komplett oder stellenweise mit schwarzer Farbe und nannte die Ausstellung in „Ruine einer Ausstellung – Maybe art should have consequences“ um.
Die Begleitbücher zu den Ausstellungen im Jahr 2002, „Black Low: The punk movement was just hippies with short hair“ in Herford und „Societé anonyme – Interface to God“ in Kiel, wurden wegen ihres Inhalts in die Liste der jugendgefährdenden Medien der Bundesprüfstelle für jugendgefährdende Medien (BPjM) aufgenommen. Die Bücher zeigen neben den Ausstellungsstücken auch Bilder von Hinrichtungen, Kastrationen und Folterungen.
Melgaard arbeitet hin und wieder mit  Musikern zusammen. Den Strommusiker Roger Baptist (Freunde der italienischen Oper) aka „Rummelsnuff“ machte er aufgrund seiner Muskelmassen zum Mittelpunkt seiner Malereien und Photographien, die unter anderem auf der documenta 12 zu sehen waren. Weiterhin arbeitete er mit dem Schlagzeuger der Band Satyricon, Kjetil „Frost“ Haraldstad, der Band Thorns und der Band Emperor zusammen. 
Alle bis auf Roger Baptist stammen aus dem Umfeld des Black Metals. So gestaltete z. B. Melgaard die Cover von einigen „Thorns“- und „Emperor“-Tonträgern („Thorns/Emperor“-Split und das Album „Thorns“), die Musik „Thorns“ wurde bei der Ausstellung „Societé anonyme – Interface to God“ gespielt, wobei „Interface to God“ auch der Titel eines Liedes von „Thorns“ ist. Von „Frost“ wurden Skulpturen und Photographien für Melgaard-Ausstellungen angefertigt – auch zu erwähnen sind die Live-Auftritte von „Frost“ bei diversen Ausstellungen. So ließ er sich bereits in einem fiktiven Ritualmord verbrennen und erstechen, oder er verbrannte Teile der gezeigten Exponate.
Eine Skulptur Melgaards mit dem Titel The Black Woman Chair spielt eine wichtige Rolle in dem Roman Die Zeit der Ruhelosen von Karine Tuil.
Melgaard lebt und arbeitet in Oslo.

## Einzelausstellungen (Auswahl)
- 2019 My Trip, with Koo Jeong A in collaboration with Acute Arte, Julia Stoschek Collection, Berlin
- 2018 Ni Youyu / Bjarne Melgaard, Contemporary Fine Arts, Berlin
- 2017 Bjarne Melgaard: The Casual Pleasure of Disappointment, Red Bull Arts New York, New York
- 2016 PSYCHOPATHOLOGICAL NOTEBOOK, Karma, New York
- 2015 Melgaard + Munch, The End of it All Has Already Happened, Much Museum, Oslo
- 2014 Bjarne Melgaard: Selected Works From The Astrup Fearnley Museum of Modern Art, Sørlandets Kunstmuseum, Kristiansand
- 2013 Bjarne Melgaard, Astrup Fearnley Museum, Oslo
- 2012 Bjarne Melgaard: A house to die in, Institute of Contemporary Arts, London
- 2011 The Night Within Us!, Galerie Guido W. Baudach, Berlin
- 2010 Jealous, Bergen Kunstmuseum, Bergen

## Gruppenausstellungen (Auswahl)
- 2019 The Collection (1), Highlights for a Future, S.M.A.K., Gent
- 2018 Kathy Acker: Who Wants to Be Human All the Time, Performance space, New York
- 2017 Divided States of America, The Lesbian, Gay, Bisexual & Transgender Community Center, New York
- 2016 Painters’ Painters, Saatchi Gallery, London
- 2015 Passion. Fanverhalten und Kunst / Fan Behavior and Art, Künstlerhaus Bethanien, Berlin
- 2014 Whitney Biennial 2014, Whitney Museum of American Art, New York
- 2013 Empire State – Art from New York, Palazzo delle Esposizioni, Rom
- 2012 Bulletin Boards, Venus Over Manhattan & White Columns, New York
- 2011 Moment: Ynglingagatan 1, Moderna Museet, Stockholm
- 2010 Norse Soul: the legacy of Edvard Munch, social democracy, old myths, anarchy and death longings, Katzen Art Center, American University, Washington DC